# Project 1950
Project 1950 - płyta zespołu The Misfits wydana 29 czerwca 2003 roku przez firmę Rykodisc.

## Lista utworów
1. "This Magic Moment" (feat. Ronnie Spector) - 2:36
2. "Dream Lover" (feat. John Cafiero) - 2:28
3. "Diana" - 2:09
4. "Donna" - 2:33
5. "Great Balls of Fire" (feat. Jimmi Destri) - 1:50
6. "Latest Flame" - 2:17
7. "Monster Mash" (feat. John Cafiero) - 2:37
8. "Only Make Believe" - 2:16
9. "Runaway" (feat. Jimmi Destri) - 2:24
10. "You Belong to Me" (feat. Ronnie Spector) - 3:10

Expanded Edition
1. "Witchcraft" - 1:47
2. "Daughter of Darkness" - 2:40
3. "(You're The) Devil in Disguise" - 2:43

## Muzycy
- Jerry Only - wokal, bas
- Marky Ramone - perkusja
- Dez Cadena - gitara
- John Cafiero - wokale
- Ronnie Spector - wokale
- Jimmy Destri - klawisze
- Ed Manion - saksofon